# 聊天轮盘
聊天轮盘（英语：Chatroulette）是一个使用者在互联网上随机抽取人来进行视频聊天的网站

## 历史
俄罗斯莫斯科的十七岁高中生Andrey Ternovskiy于2009年年11月创建了Chatroulette。

## 外部連結
- 聊天輪盤官方網站 （页面存档备份，存于）
凸